# Злате Хори
Злате Хори (чеш. Zlaté Hory) град је у Чешкој Републици. Град се налази у управној јединици Оломоуцки крај, у оквиру којег припада округу Јесењик.

## Становништво
Према подацима о броју становника из 2014. године град је имао 4.004 становника.

## Партнерски градови
- Глухолази
- Кентшин
- Водњани
- Prague 1
- Микуловице